# Syniholmen
Syniholmen is een eiland in de Zweedse Kalixrivier ter hoogte van Gammelgården. Het ronde eiland ligt aan de noordzijde van de rivier, die hier een meer vormt. Het eiland zelf is nauwelijks 2 hectare groot. Er is geen oeververbinding.